# Elliksen
Elliksen (auch Ellixen, Elixen) war ein kleines und wahrscheinlich bereits im ersten Quartal des 14. Jahrhunderts „wüst“ gewordenes Dorf nördlich von Grebenstein im nordhessischen Landkreis Kassel.
Der Ort lag zwischen der Straße von Grebenstein nach Hofgeismar und der Esse, unterhalb der noch heute bestehenden ehemaligen Ölmühle.  Er wurde wohl in der Zeit zwischen 1297 und 1322 zu Gunsten der in diesen Jahren erstandenen Stadt Grebenstein aufgegeben.  Das Erzbistum Mainz hatte im Bereich des Reinhardswalds sehr starke territoriale Rechte und zwang die umliegenden weltlichen Herren, eine Anzahl der von ihnen neu angelegten Orte wieder eingehen zu lassen; dies war wohl auch der Grund, dass Elliksen aufgegeben wurde und seine Einwohner nach Grebenstein umsiedelten.  Im Salbuch von 1554 wird der Ort nur noch als Flurname (Elligkessen, Elkessen, Elckelschen, Eckelschen) erwähnt.
Heute befinden sich in der ehemaligen Flur von Elliksen, zwischen der Bundesstraße B83 und der Bahnlinie, zwei Bauernhöfe und die alte Ölmühle, die den Siedlungsnamen Ellixen tragen.